# Hispanognatha
Hispanognatha is een monotypisch geslacht van spinnen uit de  familie van de Tetragnathidae (Strekspinnen).

## Soort
- Hispanognatha guttata Bryant, 1945